# Coma (geografia)

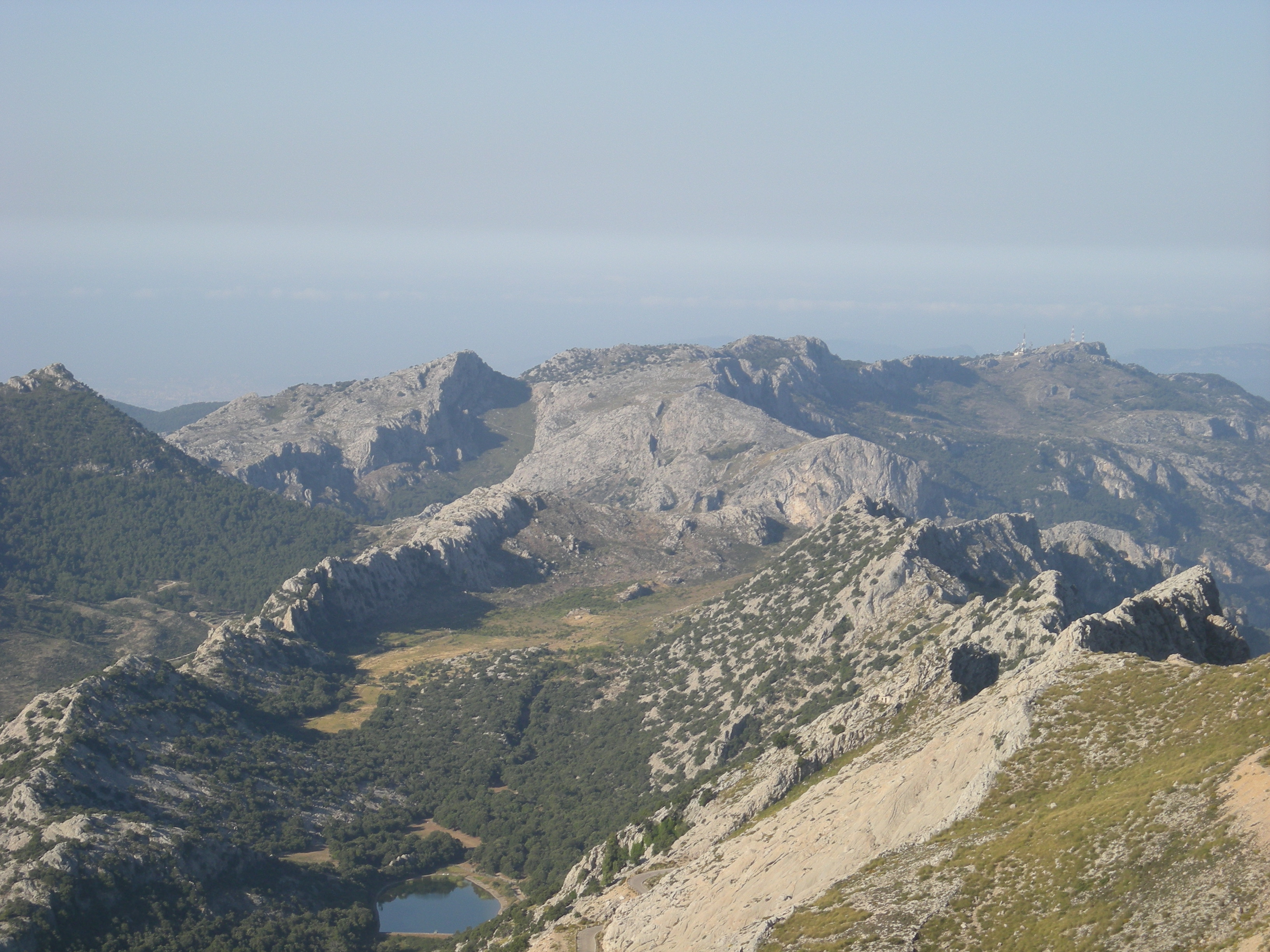
Coma de Son Torrella, a Mallorca

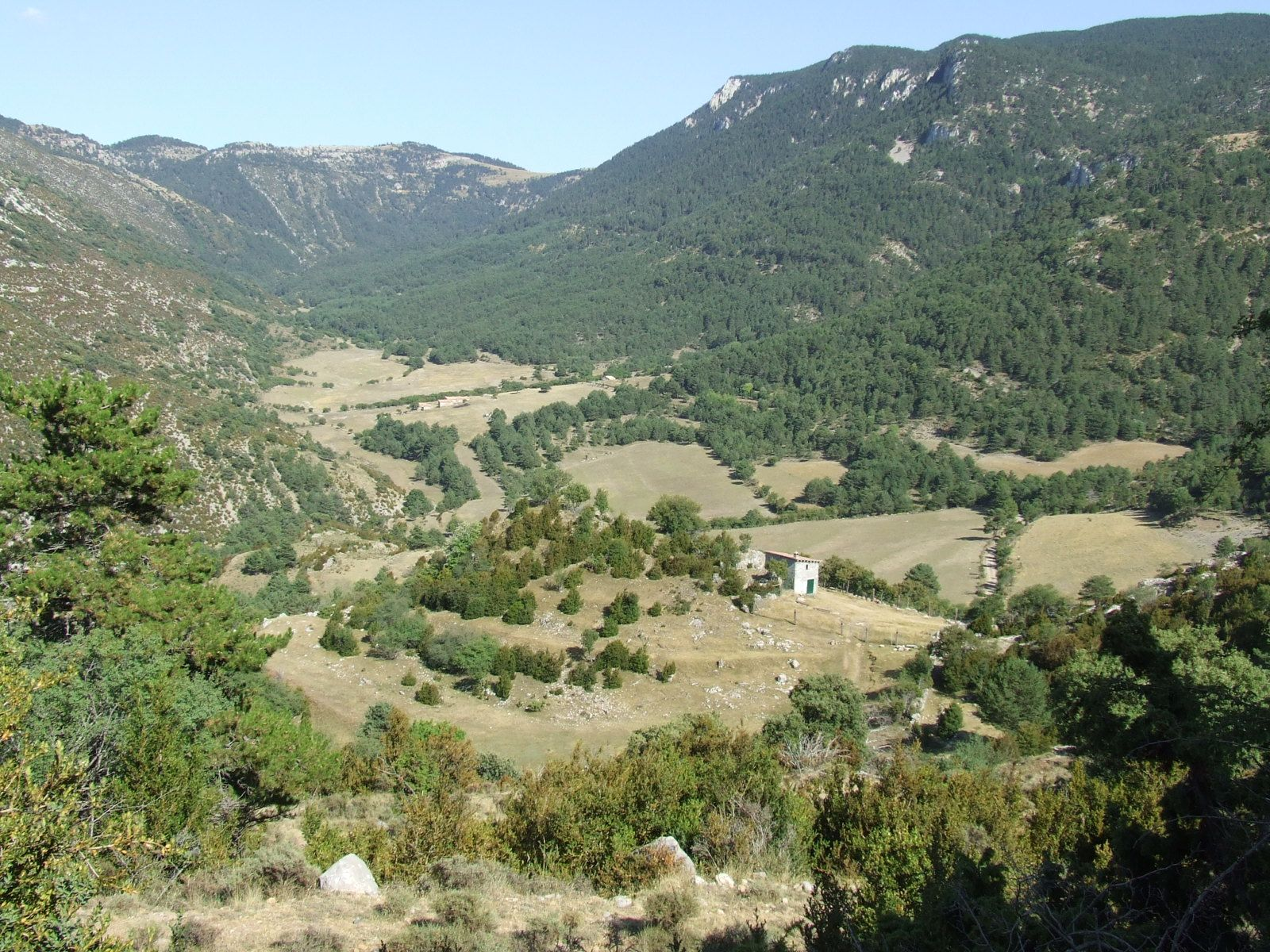
La Coma d'Orient, al Pallars Jussà

Una coma és una depressió més o menys pregona i planera en terreny de muntanya. Una comella és una coma petita, i una de gran és un comellar.
El terme és canviadís segons les regions, també designa un pujol de pendís suau, poc elevat, arrodonit, per oposició amb el serrat, puig o clotada. Als Pirineus també designa un paratge planer, un prat alterós, sense pendent o amb pendent suau (on no hi ha penyes ni precipicis, sense rocam ni altres accidents abruptes), de gran extensió, generalment situat en cims aplanats, ric de bon herbatge, estimat per a pastura (Alt Empordà, Ripollès). Les comes formen part de la muntanya, com és natural en un territori tan espessament montuós com és el dels Pirineus: del significat de «valleta», que és el primitiu de coma, per la idea de fertilitat que sol acompanyar la de «valleta» es pot haver passat fàcilment al significat de paratge fèrtil de pastura en la part alta de la muntanya.
Habitualment, les comes solen estar situades entre espadats o serres d'una alçada variable, però que contrasten amb el pla de la coma. Poden ésser horitzontals (com és el cas de la coma de Son Torrella, a Escorca, Mallorca), o fortament inclinades (com la coma de n'Arbona, a Fornalutx, Mallorca). Per extensió, en alguns casos arriben a denominar serres o muntanyes.
Molt abundants a tots els Països Catalans, en alguns llocs donen nom no tan sols a accidents geogràfics, sinó també a partides rurals, camps de conreu o nuclis de població, com ara el terme municipal de la Coma i la Pedra, que té com a capital el poble de la Coma, la urbanització de Vacarisses denominada la Coma, el nucli turístic de la Coma o sa Coma, de Sant Llorenç des Cardassar, la Coma, caseria del poble empordanès de l'Escala, o l'antiga caseria de bordes dels Masos de la Coma, a la Coma d'Orient, del terme municipal de Conca de Dalt, al Pallars Jussà.
La paraula s'utilitza també per a descriure un circ i vall glacial en forma de cóm.